# 威靈頓縣
威靈頓縣（英語：Wellington County）是加拿大安大略省一個地方行政區，其行政範圍包括七個鎮和鄉。威靈頓縣的縣治設於貴湖市，而貴湖市和威靈頓縣亦屬於同一個人口普查區；然而，貴湖市卻是一個獨立於威靈頓縣的分割行政區（separated municipality），兩者在行政上互不相干。
威靈頓縣的面積有1025.74平方公里，2006年人口有200,425人。縣内鄉村風味濃厚，當中亦有部分居民到貴湖、基秦拿、賓頓、密西沙加以至多倫多等城市上班。

## 轄區
- 中威靈頓鄉
- 愛蓮鎮
- 貴湖/伊拉摩沙鄉
- 美普頓鄉
- 棉圖鎮
- 普斯林治鄉
- 北威靈頓鄉

## 歷史
威靈頓區於1837年成立，並於貴湖鎮設立法院和監獄。1840年改設威靈頓縣，轄區包括貴湖鎮、費吉斯村、伊羅拉村、森林山村、奧蘭治維爾村，以及下列各鄉：:
- 阿瑟：面積64,494英畝（261 km²），1835年成立，命名自阿瑟·韋爾斯利，第一代威靈頓公爵
- 貴湖/伊拉摩沙：面積44,482英畝（180 km²），1821年成立，命名自土語「un-ne-mo-sa」
- 愛蓮：面積70,557英畝（286 km²），1820年成立
- 西加拉發沙：面積46,950英畝（190 km²），1821年成立，名稱相信是來自土語「黑豹出沒地」之意
- 貴湖鄉：面積35,543英畝（144 km²），1827年成立
- 西路德：面積49,830英畝（202 km²），1821年成立，命名自馬丁·路德
- 瑪麗堡：面積56,728英畝（230 km²），1840年成立，命名自威靈頓公爵的兄長瑪麗堡男爵
- 棉圖：面積69,927英畝（283 km²），1840年成立，命名自棉圖伯爵
- 尼高：面積26,996英畝（109 km²），命名自於1812年戰爭服役的英軍尼高上校
- 皮爾：面積74,525英畝（302 km²），1835年成立，命名自時任英國首相羅伯特·皮爾
- 皮爾京頓：面積28,983英畝（117 km²），命名自皮爾京頓中尉
- 普斯林治：面積58,291英畝（236 km²），命名自英格蘭德文的普斯林治大屋

## 外部連結
- 威靈頓縣官方網頁 （页面存档备份，存于）